# Каротидные тельца
Каротидные тельца представляют собой парные скопления артериальных хеморецепторов, расположенных в области каротидного синуса около места разветвления сонной артерии на внутреннюю и наружную дугу, на задней стенке общей артерии. Происходят они из третьей редуцированной дуги сонной артерии и клеток нервного гребня. Функция каротидных телец сводится главным образом к обнаружению изменений парциального давления кислорода, а также косвенным образом углекислого газа, pH и температуры.

### Строение

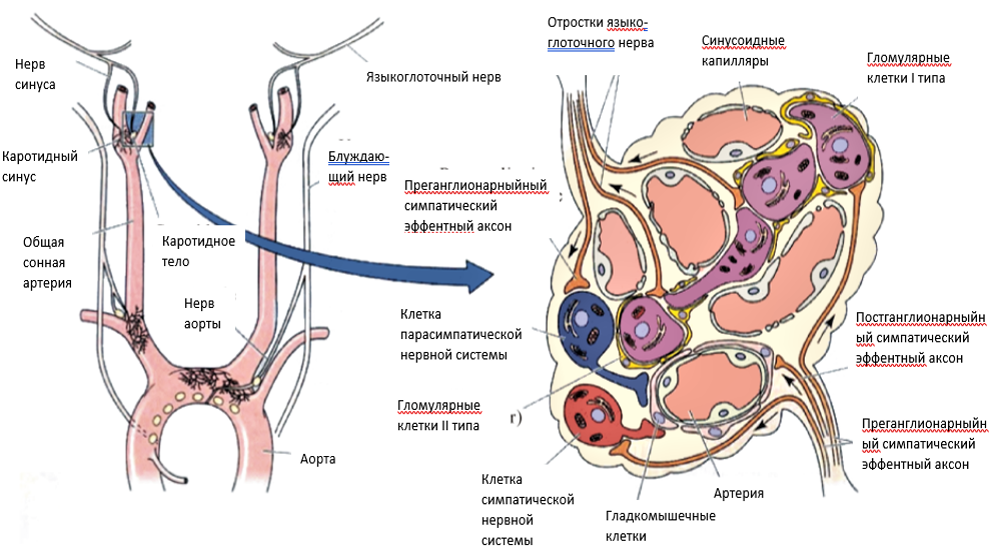
Строение и положение каротидных телец в организме человека

Каротидные тельца состоят из единиц — долек. Каждая долька состоит из двух типов клеток, называемых гломусными (гломерулярными), и иннервируется отростком языкоглоточного нерва.
Гломерулярные клетки I типа являются периферическими хеморецепторами, образуются из мигрировавших клеток нервного гребня, то есть ведут происхождение из эктодермы. Они вызывают возбуждающий постсинаптический потенциал непосредственно на нервных волокнах, ведущих к дыхательному центру, выделяя нейромедиаторы, в том числе ацетилхолин, АТФ и дофамин. Кроме того, гломерулярные клетки электрически связаны друг с другом и с волокнами каротидного нерва
Гломерулярные клетки II типа — поддерживающие клетки. Они напоминают глиальные клетки, экспрессируют белки — глиальные маркеры семейства S100.
Каротидные тельца являются самыми васкуляризованными (то есть обеспеченными кровеносными сосудами) органами в организме человека.

### Функции
Каротидные тельца выполняют прежде всего хеморецепторную функцию, реагируя на понижение парциального давления О2 в крови. Оно обнаруживается клетками I типа, которые запускают потенциал действия в нервных окончаниях каротидной ветви глоссофарингеального (языкоглоточного) нерва, передающего его в ЦНС.

### Механизмы рецепции
Хеморецепторы каротидного тельца, в отличие от центральных рецепторов продолговатого мозга, первично чувствительны к изменениям парциального давления (P) О2, а вторично к снижению pH и увеличению CO2.
Выделение медиаторов хеморецепторами каротидных телец уменьшается при Р кислорода выше ~100 мм рт. ст. (при нормальном уровне pH), однако при насыщенности крови кислородом ниже 90 % (Р О2 около 60 мм рт. ст.) быстро возрастает.

### Механизмы обнаружениягипоксии
Механизм рецепции достоверно не определен, к тому же он может варьировать у разных видов. Однако доказано, что способ обнаружения снижения Р О2 связан с увеличением образования сероводорода ферментом цистатионин-гамма-лиаза. Это было показано в опытах на мышах, у которых данный фермент ингибировали фармакологическим путем.
Цистатионин-гамма-лиаза взаимодействует с гемоксигеназой-2 Архивная копия от 7 ноября 2017 на Wayback Machine, производящей СО. Этот газотрансмиттер также может влиять на выделение нейромедиаторов. Падение уровня СО, возникающее вследствие гипоксии, приводит к закрытию кальций-активируемых калиевых каналов большой проводимости (BK-каналы), что приводит к деполяризации мембран и активации хеморецепторов.
Теоретически, роль датчика гипоксии может принадлежать цитохром-с-оксидазе, которая также в норме при реакции с О2 образует СО.
Согласно другой гипотезе, обнаружение гипоксии может включать в себя митохондриальные кислородные датчики и гемсодержащие цитохромы. Последние, являясь крупными мембранными белками в том числе митохондрий (цитохром-с), играют роль окислителя в окислительном фосфорилировании. Гем цитохрома содержит железо с переменной валентностью и обратимо связывает кислород, т.о. перенося его с III на IV комплексы дыхательной цепи, при этом также превращая большинство опасных активных форм кислорода в воду. Предполагается, что гипоксия может приводить к увеличению количества активных форм кислорода, таких как перекиси, ионы и свободные радикалы, однако это все еще не известно достоверно.
Иной механизм действия возможен для «энергетического датчика» АМФ-активируемой протеинкиназы (АМФК), так как этот фермент используется во время значительно повышенного уровня потребления энергии клеткой (при физической нагрузке) и метаболического стресса. Во время гипоксии АМФК, по-видимому, приводит к закрытию кальций-активируемых калиевых каналов и чувствительных к кислороду TASK-подобных каналов Архивная копия от 13 октября 2017 на Wayback Machine (закрывающихся при пониженном содержании кислорода, вызывая деполяризацию). При гипоксии повышается концентрация СО2, который при поступлении в клетку увеличивает количество угольной кислоты, следовательно, увеличивает концентрацию протонов. СО2 и низкий уровень pH снижают ток калия через TASK-подобные каналы, что может приводить к деполяризации и выбросу нейромедиаторов.

### Потенциал действия
Описанные выше механизмы приводят, в большинстве случаев, к закрытию калиевых каналов, что вызывает деполяризацию. Уменьшение разности потенциалов открывает кальциевые каналы, повышая концентрацию кальция в клетке. Кальций вызывает экзоцитоз везикул, содержащих нейромедиаторы, в том числе ацетилхолин, норадреналин, дофамин, аденозин, АТФ, вещество Р и мет-энкефалин. Они взаимодействуют с рецепторами постсинаптического окончания языкоглоточного нерва, вызывая потенциал действия.
Через глоссофарингеальный нерв сигналы от каротидных телец передаются в сердечно-сосудистый и дыхательный центры в продолговатом мозге. Таким образом гипоксия вызывает усиление работы сердца и легочной вентиляции.